# هنري ستامبولي
هنري الإسطنبولي (بالفرنسية: Henri Stambouli) (5 أغسطس 1961 - 17 نوفمبر 2023)، هو مدرب كرة قدم ولاعب كرة قدم فرنسي وجزائري في مركز حراسة المرمى، ولد في 5 أغسطس 1961 في وهران في الجزائر. لعب مع أولمبيك مارسيليا ونادي روديز ونادي موناكو. سبق للمدرب الإسطنبولي أن أشرف على العارضة الفنية لشبيبة القبائل الجزائرية عام 2021، كما توج برابطة أبطال أوروبا عام 1993 مع مارسيليا.

## وفاته
توفي صبيحة يوم الجمعة 17 نوفمبر 2023، عن عمر ناهز الثانية والستين بالعاصمة السنغالية داكار. وحسب ماكشفته صحيفة «لوباريزيان»، فإن الوفاة كانت نتيجة تجلط الدم حسب ما كشفت أسرة الإسطنبولي.

## وصلات خارجية
- هنري ستامبولي على موقع قاعدة بيانات كرة القدم.إي يو (الإنجليزية)
- هنري ستامبولي على موقع Soccerway.com (الإنجليزية)
- هنري ستامبولي على موقع عالم كرة القدم.نت (الإنجليزية)